# Marc Houtzager
Marc Houtzager (* 9. Januar 1971 in Hoogeveen, Provinz Overijssel) ist ein niederländischer Springreiter.
Im März 2019 belegte er Platz 33 der Weltrangliste.

## Werdegang
2008 gewann er mit dem Team die Niederländische Meisterschaft, im Einzel gewann er Silber. Beim CHIO in Rotterdam im gleichen Jahr belegte er Platz fünf. Außerdem startete er mit Opium bei den Olympischen Spielen in Hongkong. Im Einzel belegte er Rang sieben, mit der Mannschaft ritt er auf Platz vier.
Bei den Olympischen Spielen 2012 in London gewann er mit der niederländischen Equipe die Silbermedaille, im Einzel belegte er Rang neun.

## Privates
Er ist mit der österreichischen Springreiterin Julia Kayser liiert. Zusammen haben sie zwei Töchter.

## Pferde
aktuelle:
- Mereusa (* 2017), KWPN-Fuchsstute, Vater: Comme il faut NRW, Muttervater: Toulon
- Lazaro N (* 2016), brauner KWPN-Hengst, Vater: Fanlac, Muttervater: VDL Groep Zagreb
- Sterrehof's Dante N.O.P. (* 2008), braune KWPN-Stute, Vater: Canturano I, Muttervater: Phin Phin
- Loeca N.D. (* 2016), brauner KWPN-Wallach, Vater: Gino, Muttervater: Cavalier

ehemalige:
- Sterrehof's Opium (* 1996; † 2024), Westfale, brauner Hengst, Vater: Polydor, Muttervater: Bormio xx
- Sterrehof's Tamino (* 2000; † 2022), brauner KWPN-Wallach, Vater: Numero Uno, Muttervater: Farmer, Besitzer: Stoeterij Sterrehof
- Sterrehof's Pherna (* 1997; † 2022), KWPN-Fuchsstute, Vater: LBH Calvados, Muttervater: Tangelo xx
- Sterrehof's Uppity (* 2001; † 2017), KWPN-Fuchswallach, Vater: Guidam, Muttervater: Epilot

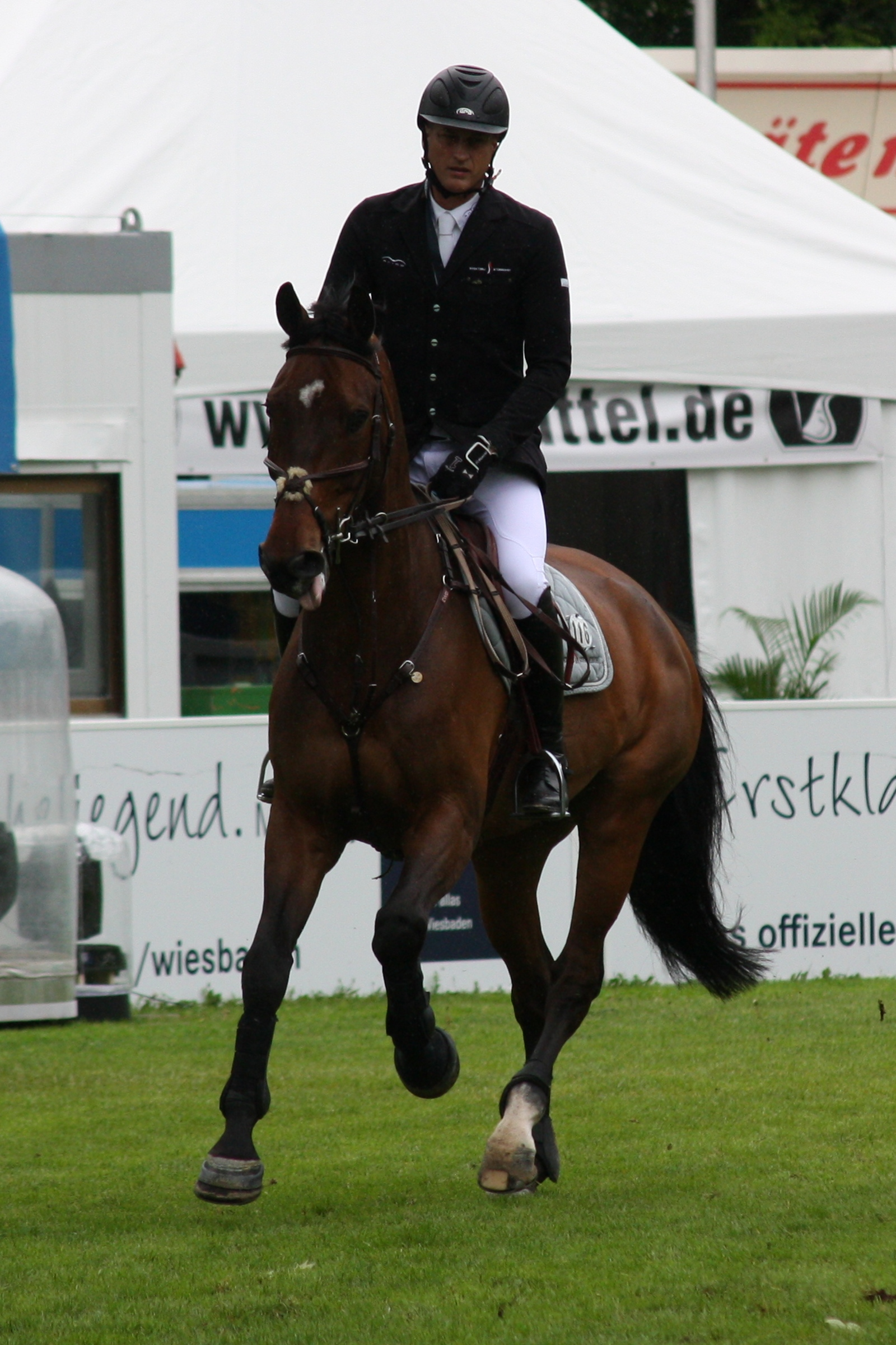
Marc Houtzager mit Tamino, CSI 5* Wiesbaden

## Erfolge

### Championate und Weltcup
- Olympische Spiele
  - 2008, Hongkong: mit Opium 4. Platz mit der Mannschaft und 7. Platz im Einzel
  - 2012, London: mit Tamino 2. Platz mit der Mannschaft und 9. Platz im Einzel
- Weltcupfinale:
  - 2013, Göteborg: 7. Platz mit Tamino und Uppity

### Weitere Erfolge (Auszug)
- 2006: 1. Platz beim Großen Preis von Donaueschingen mit Opium
- 2010: Leading Rider of the Show – Olympia London International Horse Show

## Belege
1. ↑  FEI-Weltranglisten Springreiten
2. ↑  Nachwuchs im Hause Houtzager-Kayser

| Personendaten    | Personendaten                 |
| ---------------- | ----------------------------- |
| NAME             | Houtzager, Marc               |
| KURZBESCHREIBUNG | niederländischer Springreiter |
| GEBURTSDATUM     | 9. Januar 1971                |
| GEBURTSORT       | Hoogeveen, Provinz Overijssel |